# Eleições estaduais de Berlim em 1995
As eleições estaduais de Berlim em 1995 foram realizadas a 22 de Outubro e, serviram para eleger os 206 deputados para o parlamento estadual.
A União Democrata-Cristã voltou a vencer as eleições, apesar de uma ligeira queda nos votos, obtendo 37,4% dos votos e 87 deputados. 
O Partido Social-Democrata foi o grande derrotado, obtendo o seu pior resultado de sempre em Berlim, caindo para os 23,6% dos votos e 55 deputados.
O Partido do Socialismo Democrático obteve um bom resultado, chegando aos 14,6% dos votos e, acima de tudo, tornando-se no partido mais votado na antiga Berlim Leste, ao conseguir 36,3% dos votos nessa zona.
A Aliança 90/Os Verdes também conseguiu um resultado positivo, conquistando 13,2% dos votos.
Por fim, o Partido Democrático Liberal obteve um péssimo resultado, saindo do parlamento, ficando-se pelos 2,5% dos votos.
Após as eleições, a grande coligação entre CDU e SPD continuou a liderar o governo estadual.

## Resultados Oficiais
| Partido                 | Partido                           | Votos     | %     | +/-   | Deputados | +/-     |
| ----------------------- | --------------------------------- | --------- | ----- | ----- | --------- | ------- |
|                         | União Democrata-Cristã            | 625 005   | 37,44 | 2,94  | 87 / 206  | 14      |
|                         | Partido Social-Democrata          | 393 245   | 23,56 | 6,85  | 55 / 206  | 21      |
|                         | Partido do Socialismo Democrático | 244 196   | 14,63 | 5,48  | 34 / 206  | 11      |
|                         | Aliança 90/Os Verdes              | 219 990   | 13,18 | 3,84  | 30 / 206  | 7       |
|                         | Os Republicanos                   | 45 462    | 2,72  | 0,35  | 0 / 206   | Estável |
|                         | Partido Democrático Liberal       | 42 391    | 2,54  | 4,55  | 0 / 206   | 18      |
|                         | Panteras Cinzentas                | 28 356    | 1,70  | Novo  | 0 / 206   | Novo    |
|                         | Outros                            | 70 541    | 4,23  |       | 0 / 206   |         |
| Votos Inválidos         | Votos Inválidos                   | 30 814    | 1,81  | 0,76  |           |         |
| Total                   | Total                             | 1 700 000 | 100   |       | 206 / 206 | 35      |
| Eleitorado/Participação | Eleitorado/Participação           | 2 479 735 | 68,56 | 12,27 |           |         |
| Fonte                   | Fonte                             | [ 1 ]     | [ 1 ] | [ 1 ] | [ 1 ]     | [ 1 ]   |